# 天文物理重力微透鏡觀測

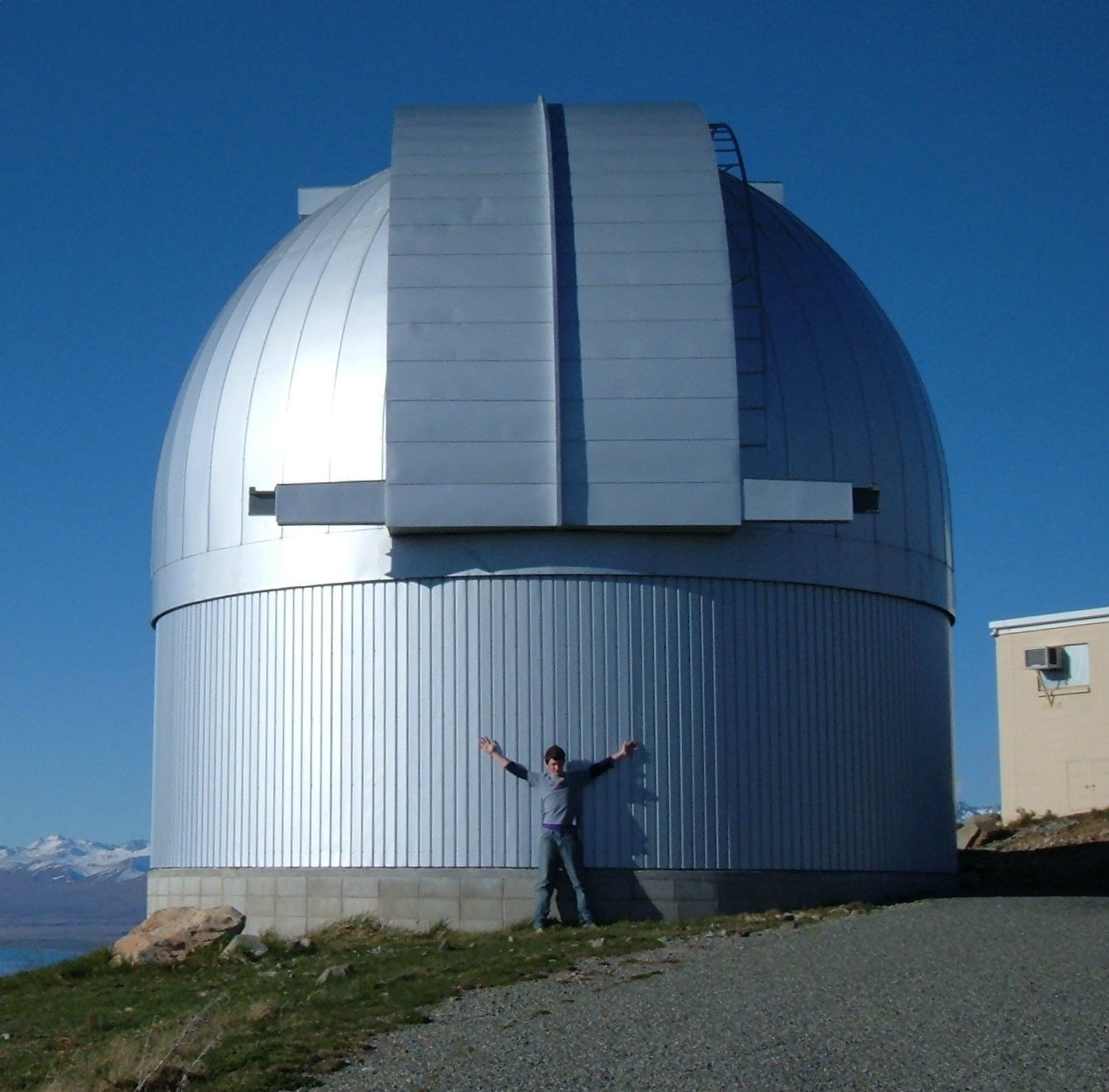
位于约翰山顶上的天文物理重力微透鏡觀測望远镜的圆顶

天文物理重力微透鏡觀測（Microlensing Observations in Astrophysics, MOA）是一个由新西兰和日本研究人员的合作项目。他们在南半球使用微引力透镜来观察暗物质、太阳系外行星、恒星大气层。小组将注意力放在重力微透镜中放大率高的透镜的观测结果上，尤其是10倍以上的那些，因为这些透鏡的观测结果对确认外星系的行星非常重要。他们与其他位于澳大利亚，美国和一些别的地方的小组合作，并在2006年参与了通过微透鏡发现的所有小行星的行动。观测值将提供给新西兰的约翰山大学天文台，那里有一个直径1.8米专门为这个计划建造的望远镜。

## 發現的系外行星
以下是本巡天計畫發現的系外行星，部分是和其他巡天計畫共同發現。

## 圖片集

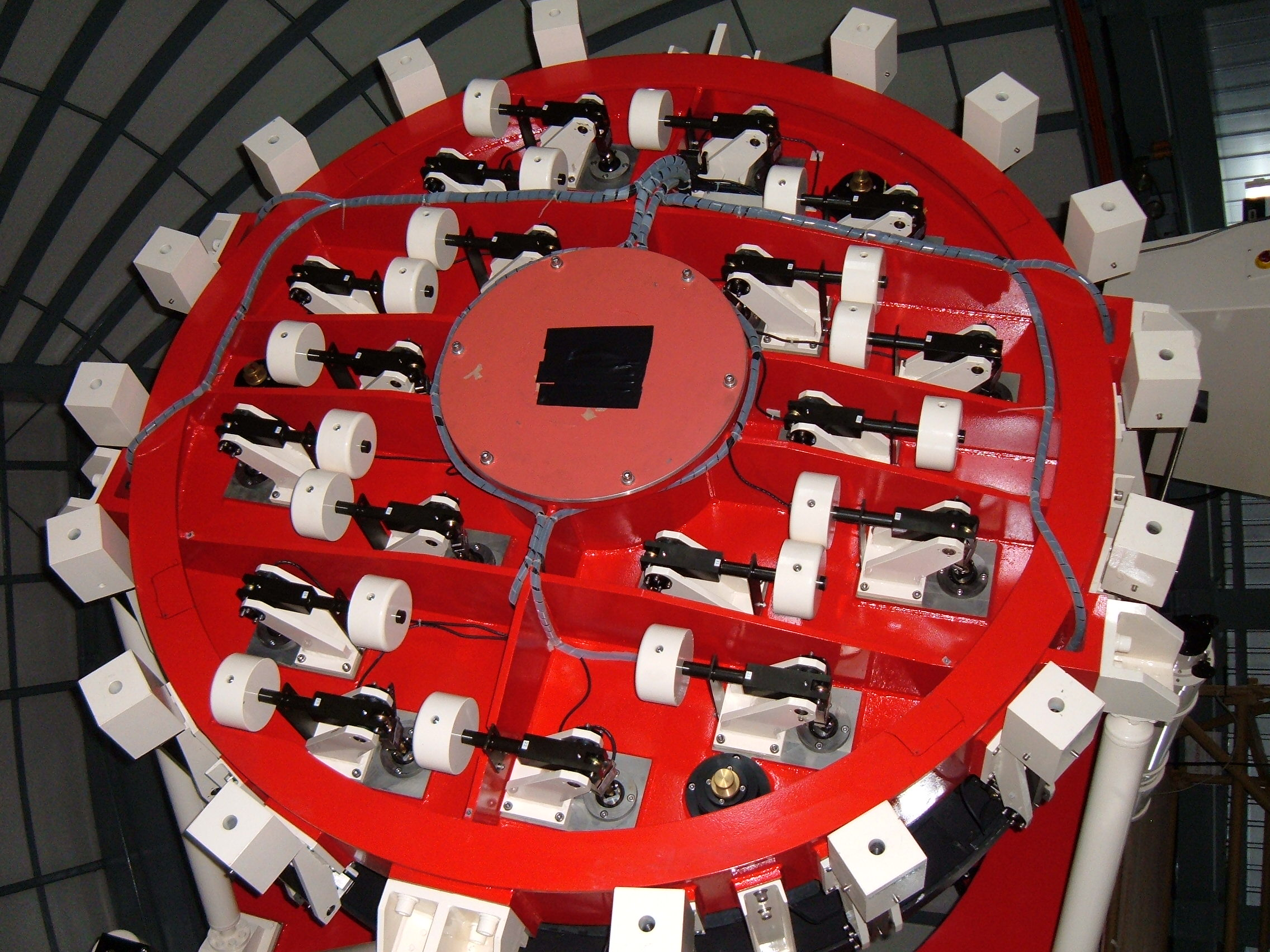
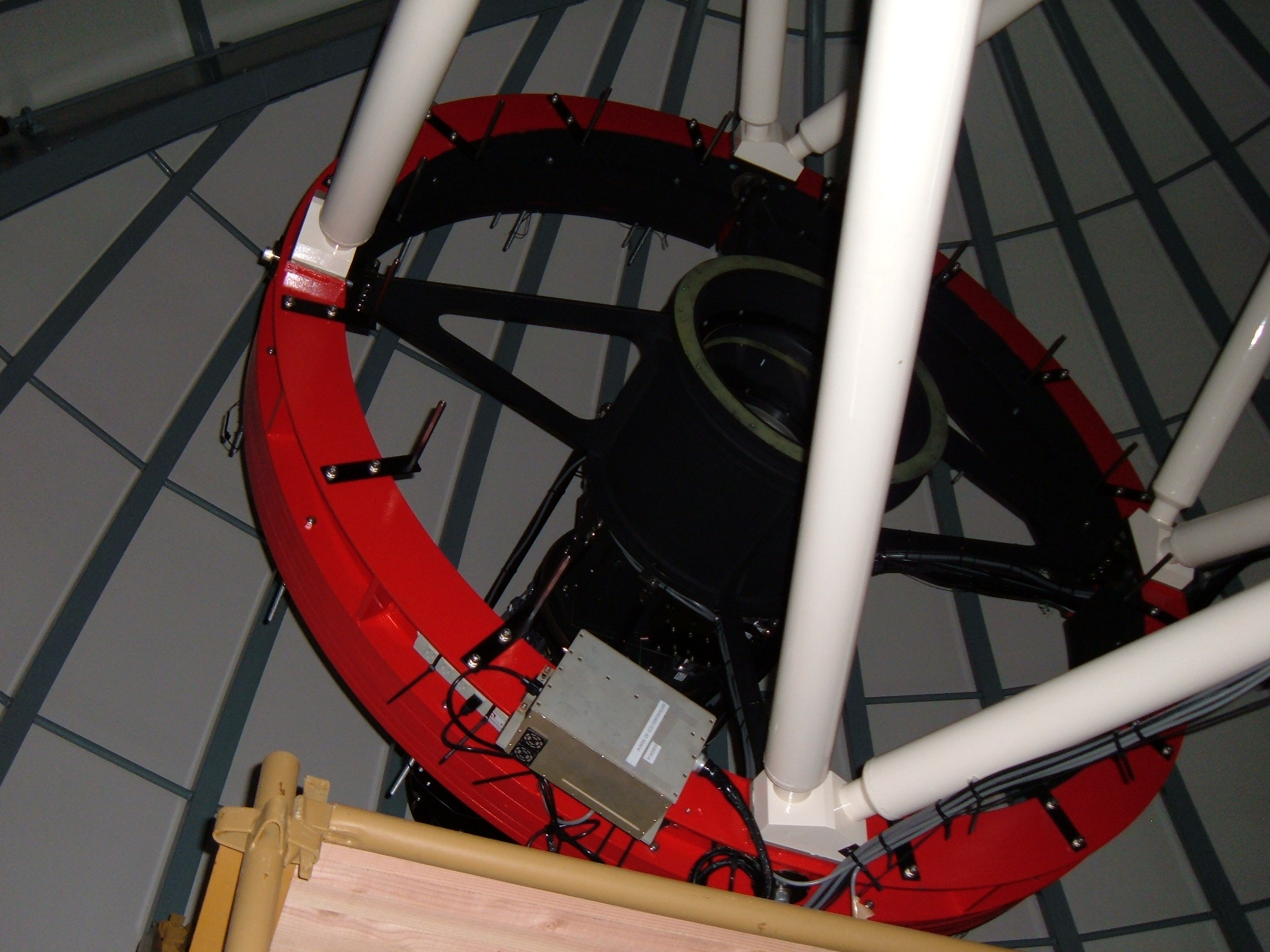
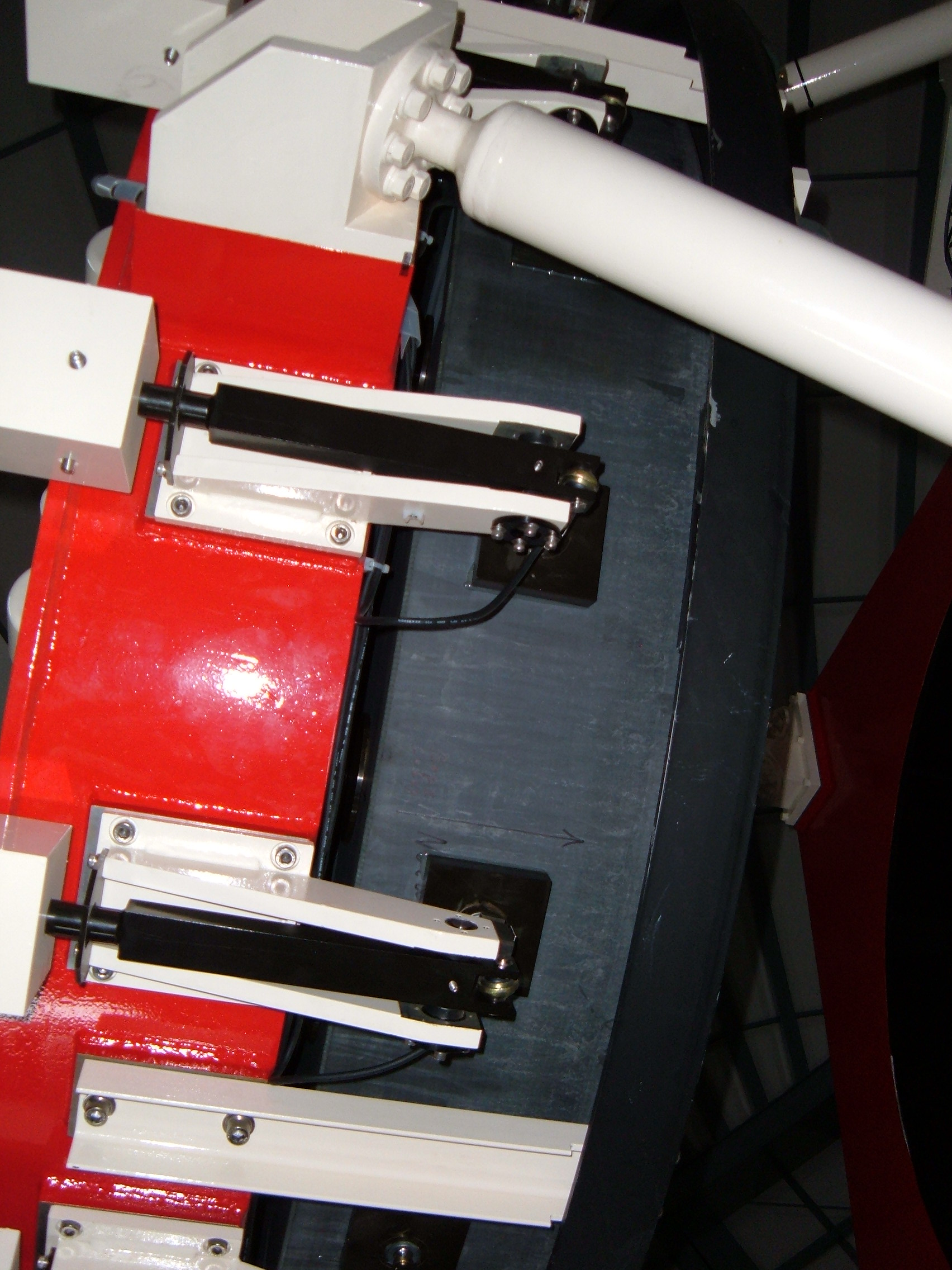